# Краснокутська селищна рада (Антрацитівський район)
Красноку́тська се́лищна ра́да — адміністративно-територіальна одиниця та орган місцевого самоврядування в Антрацитівському районі Луганської області. Адміністративний центр — селище міського типу Красний Кут.

## Загальні відомості
Краснокутська селищна рада утворена в 1938 році.
- Територія ради: 179,43 км²
- Населення ради: 4015 осіб (станом на 2001 рік)
- Територією ради протікають річки Міусик, Мечетна

## Адреса селищної ради
94653, Луганська обл., Антрацитівський р-н, смт. Красний Кут, вул. 2-а Радянська,20

## Населені пункти
Населені пункти, що відносяться до селищної ради.
| № | Назва       | Тип    | Рік заснування | Площа км² | Населення (2001), ос. |
| - | ----------- | ------ | -------------- | --------- | --------------------- |
| 1 | Красний Кут | смт    | 1775           | 14,81     | 3108                  |
| 2 | Індустрія   | селище | 1932           | 1,926     | 841                   |
| 3 | Тамара      | селище | 1936           | 0,12      | 51                    |
| 4 | Урожайне    | селище | 1933           | 0,225     | 15                    |

## Склад ради
Рада складалася з 26 депутатів та голови.
- Голова ради: Кравцова Галина Василівна
- Секретар ради: Коваленко Алла Олександрівна

### Керівний склад попередніх скликань
| Прізвище, ім'я, по батькові | Основні відомості                                                        | Дата обрання | Дата звільнення |
| --------------------------- | ------------------------------------------------------------------------ | ------------ | --------------- |
| Осадчий Ігор Миколайович    | Селищний голова, 1974 року народження, член Народно-демократичної партії | 26.03.2006   | 31.10.2010      |
| Кравцова Галина Василівна   | Селищний голова, 1967 року народження, освіта вища, позапартійна         | 31.10.2010   |                 |

Примітка: таблиця складена за даними сайту Верховної Ради України

### Депутати
За результатами місцевих виборів 2010 року депутатами ради стали:

#### За суб'єктами висування
| Суб'єкт висування | Кількість обраних депутатів | %   |
| ----------------- | --------------------------- | --- |
| Партія регіонів   | 26                          | 100 |

#### За округами
| № округу        | Прізвище, ім'я, по батькові      | Дата визнання обраним | Освіта  | Партійна приналежність | Відомості про обраного депутата                                         |
| --------------- | -------------------------------- | --------------------- | ------- | ---------------------- | ----------------------------------------------------------------------- |
| Партія регіонів |                                  |                       |         |                        |                                                                         |
| 1               | Смирнова Олена Олексіївна        | 03.11.2010            | вища    | член Партії регіонів   | тимчасово не працює                                                     |
| 2               | Пєшик Інна Миколаївна            | 03.11.2010            | середня | член Партії регіонів   | ДВАТ "Шахта «Краснокутська», гірник                                     |
| 3               | Івасюк Валентина Михайлівна      | 03.11.2010            | середня | член Партії регіонів   | тимчасово не працює                                                     |
| 4               | Кокшарєв Олександр Олександрович | 03.11.2010            | середня | член Партії регіонів   | ДВАТ "Шахта «Хрустальська», електрослюсар                               |
| 5               | Д'ячкова Любов Іванівна          | 03.11.2010            | середня | член Партії регіонів   | тимчасово не працює                                                     |
| 6               | Коваленко Алла Олександрівна     | 03.11.2010            | вища    | член Партії регіонів   | Краснокутська загальноосвітня школа I-III ст., вчитель                  |
| 7               | Єлісєєва Ольга Вікторівна        | 03.11.2010            | середня | позапартійна           | тимчасово не працює                                                     |
| 8               | Надобних Тамара Леонідівна       | 03.11.2010            | середня | член Партії регіонів   | ДВАТ "Шахта «Краснокутська», гірник                                     |
| 9               | Кравцов Андрій Костянтинович     | 03.11.2010            | вища    | член Партії регіонів   | ДВАТ "Шахта «Краснокутська», начальник дільниці охорони                 |
| 10              | Чумак Світлана Володимирівна     | 03.11.2010            | вища    | член Партії регіонів   | Краснокутська загальноосвітня школа I-III ст., бібліотекар              |
| 11              | Григор'єва Лідія Іванівна        | 03.11.2010            | вища    | член Партії регіонів   | пенсіонер                                                               |
| 12              | Нежальська Любов Василівна       | 03.11.2010            | вища    | член Партії регіонів   | тимчасово не працює                                                     |
| 13              | Тітова Світлана Юріївна          | 03.11.2010            | середня | член Партії регіонів   | пенсіонер                                                               |
| 14              | Люлько Катерина Володимирівна    | 03.11.2010            | середня | член Партії регіонів   | тимчасово не працює                                                     |
| 15              | Гончаренко Лариса Василівна      | 03.11.2010            | середня | член Партії регіонів   | ДВАТ "Шахта «Краснокутська», машиніст пральні                           |
| 16              | Жовтяк Валентина Олексіївна      | 03.11.2010            | середня | член Партії регіонів   | ДВАТ "Шахта «Краснокутська», гірник(вибірник породи)                    |
| 17              | Конько Ольга Петрівна            | 03.11.2010            | середня | член Партії регіонів   | тимчасово не працює                                                     |
| 18              | Плєтухіна Наталія Григорівна     | 03.11.2010            | вища    | член Партії регіонів   | ДВАТ "Шахта «Краснокутська», охоронник                                  |
| 19              | Величко Віталій Вікторович       | 03.11.2010            | вища    | член Партії регіонів   | ДВАТ "Шахта «Краснокутська», гірничий майстер                           |
| 20              | Титаренко Віра Григоріївна       | 03.11.2010            | середня | член Партії регіонів   | ДВАТ "Шахта «Краснокутська», вантажник залізничних вагонів              |
| 21              | Сивич Лідія Василівна            | 03.11.2010            | середня | член Партії регіонів   | Краснокутське відділення поштового зв'язку, листоноша                   |
| 22              | Садовський Олександр Федорович   | 03.11.2010            | середня | позапартійний          | ПСП «Тамара», робітник                                                  |
| 23              | Зюміна Тетяна Василівна          | 03.11.2010            | середня | позапартійна           | Індустріанське відділення поштового зв'язку, листоноша                  |
| 24              | Ситникова Олена Миколаївна       | 03.11.2010            | середня | позапартійна           | Індустріанська загальноосвітня школа І-ІІ ст., сторож                   |
| 25              | Хотіна Людмила Федорівна         | 03.11.2010            | вища    | член Партії регіонів   | Краснокутська селищна рада, секретар ради                               |
| 26              | Полякова Ірина Володимирівна     | 03.11.2010            | середня | член Партії регіонів   | Індустріанська загальноосвітня школа І-ІІ ст., завідувачка господарства |